# Keresztek hegye
A Keresztek hegye (Keresztek dombja, litvánul: Kryžių kalnas) katolikus zarándokhely, egyben Litvánia kiemelkedő turisztikai látványossága, a Šiauliait Rigával összekötő főút mentén, előbbi várostól kb. 12 kilométerre északra.
A zarándokok és gyakran a látványosságot meglátogató turisták fohászaik megerősítésére vagy hálájuk jeléül a legkülönbözőbb anyagból készült (fa, fém, kő, de más egzotikus anyagok is előfordulnak) és a legkülönbözőbb méretű kereszteket állítanak itt, ezen a kb. 10 méter magas dombon.

## Története
A Keresztek hegyére tartó zarándoklat időpontja nincs adott dátumhoz kötve, de gyakran látogatnak ide az emberek esküvők, születések és házasságkötések alkalmával.
A Keresztek hegye (Litván Golgota) évszázadok óta a litvánok egyik legerősebb nemzeti szimbóluma. Maga a domb egy kora középkori földvár maradványa.
A csatákban elesett, ismeretlen helyen eltemetett katonák rokonai állítólag már a 14. században állítottak itt kereszteket.
A keresztek állításának szokásával kapcsolatos írásos nyomok azonban csak a 19. század elejére utalnak. Az orosz uralom elleni 1831-es és 1863-as levert felkelések túlélői a feszületek állításával és gondozásával igyekeztek ébren tartani a nemzeti öntudatot. Mikalojus Konstantinas Čiurlionisnak több, a 19. század végén készült festményén már legalább ezer kereszt látható.
Az első világháború után létrejött független Litvániában a dombot átmenetileg elhanyagolták, a keresztek száma ötvenre csökkent. Az 1940-es szovjet megszállás után viszont ismét több ezer kisebb-nagyobb kereszt állt a dombon.
Éppen ezért a szovjet időkben a hatalom többször (1961, 1973, 1975) megpróbálta a kereszteket megsemmisíteni: a fakereszteket szétverték, a vasból készülteket hulladék fémként elszállították, a dombot pedig ledózerolták, a domb helyét szeméttel borították.
E fellépéseket követően azonban a litvánok a dombot néhány hét alatt visszaépítették, a kereszteket pótolták. A szovjet vezetésben felmerült, hogy egy közeli folyóra építendő vízi erőmű vizével árasztanák el a dombot, azonban ez elmaradt.
1990 márciusában, a litván függetlenség kikiáltásakor már ismét mintegy hatvanezer kereszt állt a dombon.
1993. szeptember 7-én II. János Pál pápa meglátogatta a Keresztek hegyét, ahol kb. egymillió hívő előtt celebrált szabadtéri misét. Látogatása során azzal bízta meg a Ferences rendet, hogy gondozza a zarándokhelyet és építsen kolostort.
A kolostor alapkőletétele a kilencvenes évek végén volt, és kétéves építést követően 2000 júliusában avatták fel.
A Vatikán 1994-ben egy nagy feszületet is ajándékozott a hegynek. Mindezeknek köszönhetően a Keresztek hegye a világ katolikus hívőinek szent helye. A keresztek pontos száma nem ismert, de a becslések szerint 1990-ben 55 000 körül volt 2006-ban pedig 100 000 körül
Sólyom László, Magyarország köztársasági elnöke 2006. szeptember 6-án litvániai hivatalos látogatása során állított itt keresztet.

## Galéria

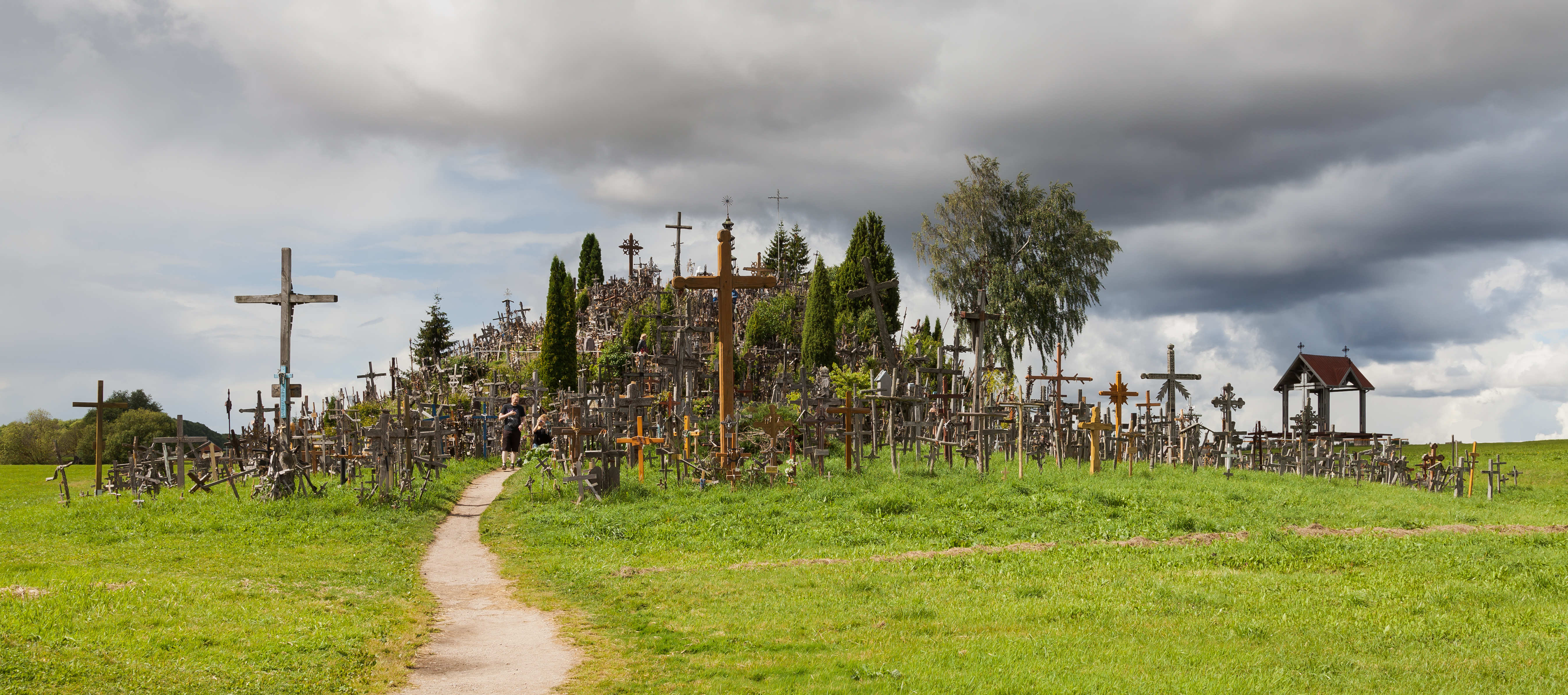
Panorámakép a keresztek hegyéről